# Аднан Мендерес
Аднан Мендерес (на турски: Adnan Menderes) е турски политик и министър-председател на Турция в следвоенните и първи години на студената война, в периода 22 май 1950 – 27 май 1960 г.
Юрист по образование. През 1945 г. е изключен от управляващата кемалистка партия, след като се изказва за демократизацията на страната и застава начело на опозиционната Демократическа партия, с която печели парламентарните избори през 1950; 1954 и 1957 г.
Неговото управление е белязано от значителен стопански ръст и възстановяване на икономиката на страната, но също така и от укрепване на редица авторитарни тенденции в управлението. По време на управлението му се разиграва известният истанбулски погром над гърците (1955), който е един от най-неприятните епизоди в историята на НАТО.
Свален е от власт с държавен преврат през 1960 г., организиран от Джемал Гюрсел. Мендерес е арестуван и изправен пред трибунал по обвинения в корупция и злоупотреба с власт и е осъден на смърт и обесен. Заедно с него са екзекутирани и министрите на външните работи и финансите, а министърът на здравеопазването умира по време на съдебния процес.